# Спасо-Єфросиніївський монастир
Полоцький Спасо-Єфросиніївський монастир — православний жіночий монастир в Полоцьку, на правому березі річки Полота, пам'ятка архітектури XII — початку XX століття, один з найшанованіших монастирів Російської православної церкви.

## Історія
Заснований монастир в 1120 році полоцкою княжною Євфросинією, що прийняла чернецтво (була в нім ігуменею впродовж 45 років), як оборонний форпост Полоцька (з півночі), за 2 км від міста, де знаходилася дерев'яна церква Спаса.
У 1579 році польський король Стефан Баторій зайняв Полоцьк і заснував в монастирі свою резиденцію, потім передав його єзуїтам, які знаходилися тут до 1820 року. У 1832 році монастир повернений православним, з 1841 року — жіночий монастир. 
На початку XX століття монастир включав 3 кам'яних храми і 20 дерев'яних і цегляних житлових і господарських приміщень. У роки Радянсько-німецької війни монастир сильно зруйнований. Відновлений в 1990 році. 

## Будівлі
У ансамбль входять: 
- Полоцька Спасо-Євфросиненська церква;
- Полоцький Свято-Хрестовоздвиженський собор;
- «тепла» церква;
- 2-поверховий житловий корпус;
- башта-дзвіниця з житловим монастирським корпусом;
- фундамент храму-усипальні.

## Святині обителі
- Святі мощі преподобної Єфросинії Полоцької;
- Відновлений Хрест преподобної Єфростнії;
- Вериги преподобної Єфростнії;
- Список Ефеської ікони Пресвятої Богородиці;
- Ковчег-мощевик з понад 100 часток святих мощей Київо-Печерських преподобних і Оптинських старців;
- Ковчег-мощевик з 98-ма частками мощей святих Божих угодників;
- Чудотворна Красностокська ікона Пресвятої Богородиці (XVII століття).

## Настоятельнеці монастиря з1839року
| Сан      | Монаше ім'я | Світське прізвище | Роки на посаді       |
| -------- | ----------- | ----------------- | -------------------- |
| Ігуменія | Іоанна      | Кулєшова          | 1839                 |
| Ігуменія | Єфросинія   | Дегтярьова        | 1842                 |
| Ігуменія | Клавдія     | Щепановська       | 1842—1853            |
| Ігуменія | Єфросинія   | Сербінович        | 1853—1878            |
| Ігуменія | Євгенія     | Говорович         | 1878—1900            |
| Ігуменія | Олімпіада   |                   | 1901—1903            |
| Ігуменія | Єфросинія   | Сладкевич         | 1904—1905            |
| Ігуменія | Іларіона    | Черних            | 1905—1910            |
| Монахиня | Ангеліна    |                   | 1911—1913            |
| Ігуменія | Олена       | Волкова           | 1913—1928 (?)        |
| Ігуменія | Ананія      |                   | 194(?)               |
| Ігуменія | Єлеферія    | Новікова          | 194(?)—1959          |
| Ігуменія | Єфросинія   | Максимчук         | 1991—1995            |
| Монахиня | Наталія     | Скіндер           | 1995—1997            |
| Ігуменія | Анфіса      | Шевердяєва        | 1997—2004            |
| Монахиня | Євдокія     | Левшук            | 2004—по сучасний час |